# Carl Moberg (borgmästare)

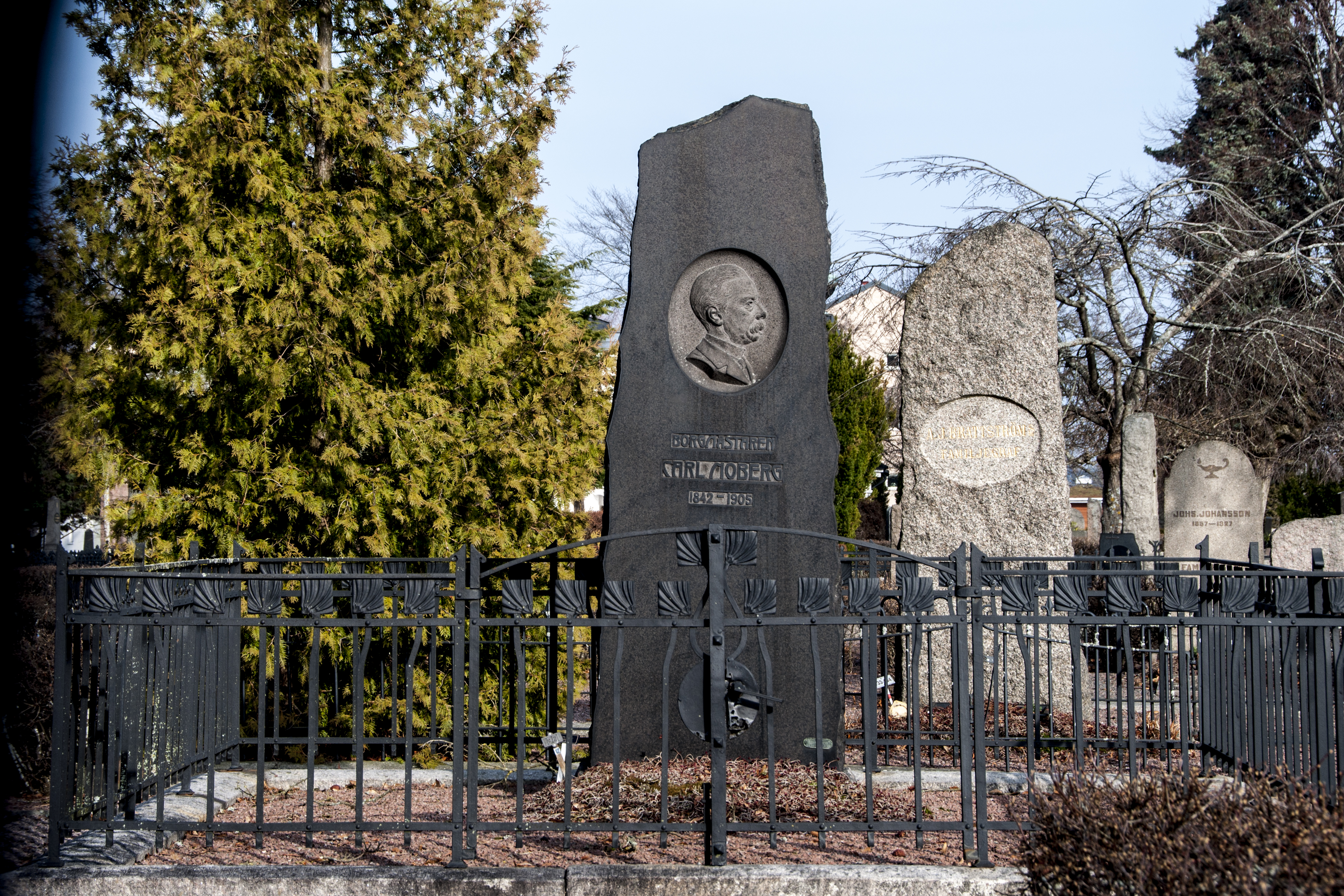
Carl Mobergs grav på Gamla kyrkogården, Karlstad.

Carl Oscar Moberg (i riksdagen kallad Moberg i Karlstad), född 20 september 1842 i Västervik, Kalmar län, död 5 februari 1905 i Karlstad, Värmlands län, var en svensk jurist och politiker.
Carl Moberg blev student vid Uppsala universitet 1860, avlade 1865 examen till rättegångsverken, blev 1869 länsnotarie i Värmlands län och var 1884–1905 borgmästare i Karlstad.
Till 1892 års urtima riksdag invaldes han för Värmlands läns valkrets i första kammaren samt omvaldes 1895 och 1904. Under riksdagarna 1893–1894 och 1896–1899 var han ledamot av bankoutskottet, av särskilda utskottet 1897 och 1901, 1900–1904 tillhörde han konstitutionsutskottet. Bland hans motioner blev den om rösträttsfrågan 1902 särskilt uppmärksammad. 
Moberg var från 1896 ordförande i Värmlands läns landsting. Bland hans kommittéuppdrag kan nämnas, att han var ledamot 1897–1898 i kommittén för Sveriges fasta försvar, 1898–1899 i kommittén för värnpliktslagstiftningen och 1902–1903 i kommittén för de proportionella valen. Moberg var även verksam inom kommunalpolitiken. Han skapade bland annat det så kallade Karlstadssystemet, vilket var en kombinerad brand- och poliskår. Moberg var i sina politiska åsikter mycket konservativ, men var ändå inte blind för utvecklingens gång. 
Carl Moberg är begravd på Västra kyrkogården i Karlstad.